# روبرت باول
روبرت باول (بالإنجليزية: Robert Powell)‏ (مواليد 1 يونيو 1944) هو ممثل، من المملكة المتحدة، ولد في سالفورد. معروف بأدوار البطولة في فيلم ماهلر (1974) ويسوع الناصري (1977) ، وبتجسيده لشخصية العميل السري ريتشارد هاناي في فيلم الخطوات التسع والثلاثون (1978) والمسلسل التلفزيوني المشتق منه.. ومن الأدوار الرئيسية الأخرى التي لعبها على الشاشة توبياس "توبي" رين في برنامج الخيال العلمي دوم ووتش (1970) على قناة بي بي سي، وديفيد بريجز في المسلسل الكوميدي المباحث (1993-1997) مع جاسبر كاروت ، ومارك ويليامز في الدراما الطبية هولبي سيتي (2005-2011).
أصبح صوت باول المميز معروفًا باعتباره راويًا للأفلام الوثائقية، وخاصة تلك المتعلقة بالحرب العالمية الثانية بما في ذلك الحرب العالمية الثانية بالألوان عالية الدقة، وحارس هتلر الشخصي، وقصة الرايخ الثالث، وأسرار الحرب العالمية الثانية.
تم ترشيحه لجائزة أفضل ممثل في التلفزيون من جوائز الأكاديمية البريطانية للتلفزيون عن دوره في فيلم يسوع الناصري عام 1978 وفاز بجائزة أفضل ممثل في مهرجان البندقية السينمائي عن أدائه في فيلم إلزامي عام 1982.

## التعليم
ولد باول في سالفورد، لانكشاير، ابن كاثلين (نيي ديفيس) وجون ويلسون باول. تلقى تعليمه في مدرسة قواعد مانشستر (ثم مدرسة قواعد المنح المباشرة )، ودرس القانون في جامعة مانشستر. لديه أخ أكبر، هنري.

## الحياة الشخصية
التقى باول بزوجته المستقبلية، راقصة فرقة بانز بيبول باربرا "بابز" لورد، خلف الكواليس في بي بي سي. في 29 أغسطس 1975، قبل وقت قصير من الموعد المقرر لبدء تصوير فيلم "يسوع الناصري"، تزوج الزوجان في تونس. في 23 نوفمبر 1977، أنجبا ابنهما بارني، وتبعته في عام 1979 ابنة تدعى كيت.
في وقت لاحق اتخذ الزوجان الإبحار كهواية.  شاركت بابز لورد زوجته في تحدي عالمي لليخوت والسباق القطبي. شارك كلاهما، على متن يخوت مختلفة، في سباق حول العالم عام 2000، على الرغم من أن باول نفسه كان حاضرًا في مرحلة واحدة فقط من السباق.
كان باول أحد الأعضاء المؤسسين للحزب الديمقراطي الاشتراكي في عام 1981، وقام بحملة إلى جانب باري نورمان نيابة عن الزعيم الأول للحزب، روي جينكينز.

## وصلات خارجية
- روبرت باول على موقع IMDb (الإنجليزية)
- روبرت باول على موقع ألو سيني (الفرنسية)
- روبرت باول على موقع ميوزك برينز (الإنجليزية)
- روبرت باول على موقع تيرنر كلاسيك موفيز (الإنجليزية)
- روبرت باول على موقع أول موفي (الإنجليزية)
- روبرت باول على موقع قاعدة بيانات برودواي على الإنترنت (الإنجليزية)
- روبرت باول على موقع قاعدة بيانات الأفلام السويدية (السويدية)
- روبرت باول على موقع إن إن دي بي (الإنجليزية)
- روبرت باول على موقع ديسكوغز (الإنجليزية)
- روبرت باول على موقع قاعدة بيانات الفيلم (الإنجليزية)